# 25234 Odell
25234 Odell è un asteroide della fascia principale. Scoperto nel 1998, presenta un'orbita caratterizzata da un semiasse maggiore pari a 2,9768943 UA e da un'eccentricità di 0,0888080, inclinata di 10,12854° rispetto all'eclittica.